# Lijst van burgemeesters van Haarzuilens
Dit is een lijst van burgemeesters van de voormalige Nederlandse gemeente Haarzuilens tot die gemeente in 1954 opging in de gemeente Vleuten-De Meern.
| Ambtsperiode | Naam burgemeester                     | Partij of stroming | Bijzonderheden                                                                 |
| ------------ | ------------------------------------- | ------------------ | ------------------------------------------------------------------------------ |
| 1818 - 1820  | T. Keetell                            |                    | schout                                                                         |
| 1820 - 1834  | J.H.J. van Bijlevelt                  |                    | tot 1825 schout, tevens schout/burgemeester van Vleuten (1811-1834)            |
| 1834 - 1837  | N. van Doorn                          |                    |                                                                                |
| 1838 - 1850  | G.J.H. van Bijlevelt                  |                    | tevens burgemeester van Vleuten (1834-1850)                                    |
| 1850 - 1852  | Willem Frederik Hendrik Greup         |                    | tevens burgemeester van Vleuten en Oudenrijn, later van Nigtevecht en Vreeland |
| 1852 - 1870  | G.J.H. van Bijlevelt                  |                    | tevens burgemeester van Vleuten en Oudenrijn                                   |
| 1870 - 1879  | Willem Hendrik de Beaufort            |                    | tevens burgemeester van Vleuten en Oudenrijn                                   |
| 1879 - 1901  | Jan Willem Antonie Barchman Wuytiers  |                    | tevens burgemeester van Vleuten en Oudenrijn                                   |
| 1901 - 1915  | Gerrit (G.) Hondelink                 |                    | tevens burgemeester van Vleuten en Oudenrijn                                   |
| 1915 - 1946  | J.A. Verder                           |                    | tevens burgemeester van Vleuten                                                |
| 1945 - 1946  | Hendrik (H.A.J.M.) van Koningsbruggen |                    | waarnemend, tevens waarnemend burgemeester van Vleuten                         |
| 1946 - 1954  | J.H. van der Heide                    |                    | tevens burgemeester van Vleuten, daarna burgemeester van Vleuten-De Meern      |